# Malétable
Malétable is een gemeente in het Franse departement Orne (regio Normandië) en telt 100 inwoners (2009). De plaats maakt deel uit van het arrondissement Mortagne-au-Perche. Malétable is op 1 januari 2016 gefuseerd met de gemeenten La Lande-sur-Eure, Longny-au-Perche, Marchainville, Monceaux-au-Perche, Moulicent, Neuilly-sur-Eure en Saint-Victor-de-Réno tot de gemeente Longny les Villages. 

## Geografie
De oppervlakte van Malétable bedraagt 4,9 km², de bevolkingsdichtheid is dus 20,4 inwoners per km².
De onderstaande kaart toont de ligging van Malétable met de belangrijkste infrastructuur en aangrenzende gemeenten.

## Demografie
Onderstaande figuur toont het verloop van het inwonertal (bron: INSEE-tellingen).
La Lande-sur-Eure · Longny-au-Perche · Malétable · Marchainville · Monceaux-au-Perche · Moulicent · Neuilly-sur-Eure · Saint-Victor-de-Réno